# 라라 디켄만
라라 조이 디켄만(독일어: Lara Joy Dickenmann, 1985년 11월 27일 ~ )은 스위스의 여자 축구 선수이다. 포지션은 미드필더 및 수비수이며, 현재 독일 프라우엔-분데스리가의 VfL 볼프스부르크 소속이다.

## 클럽 경력
1993년부터 2008년까지 15년간 스위스와 미국 등에서 유소년팀을 거쳤고 2006년 미국 여자 프로축구 뉴저지 와일드캐츠 입단을 통해 프로에 입문한 후 8경기에서 8골을 터뜨렸다. 2007년 허드슨 밸리 퀵스트라이크 레이디 블루스에서도 11경기에 출전해 18골이라는 경이로운 기록을 세웠으며 이후 2008년 스위스 여자 프로축구 1부 리그팀인 FC 취리히 프라우엔으로 넘어갔고 비록 단 한 경기에도 나서지 못했지만 팀의 1부 리그 우승을 경험하기도 했다.
2009년 프랑스 여자 프로 축구 명문 구단인 올랭피크 리옹으로 이적한 후 7시즌 동안 통산 117경기에 출전해 무려 57골을 터뜨리면서 팀의 리그 5연패 달성에 크게 일조했다. 또한 UEFA 여자 챔피언스리그에서도 팀의 2회 연속 우승을 맛보았다. 그리고 2015년 독일 프라우엔-분데스리가의 VfL 볼프스부르크로 이적해 통산 43경기에서 10골을 기록하고 있다.

## 국가대표 경력
2002년부터 2004년까지 스위스 연령별 여자 대표팀을 거쳤고 2002년부터 스위스 성인 여자 대표팀에서 뛰면서 121경기에서 47골을 기록하고 있다.

## 성적
FC 취리히 프라우엔
- 나티오날리가 A 우승 1회 (2008-09)

올랭피크 리옹
- 디비지옹 1 페미닌 우승 6회 (2009-10, 2010-11, 2011-12, 2012-13, 2013-14, 2014-15)
- 쿠프 드 프랑스 페미닌 우승 4회 (2011-12, 2012-13, 2013-14, 2014-15)
- UEFA 여자 챔피언스리그 우승 2회 (2010-11, 2011-12)

VfL 볼프스부르크
- 프라우엔-분데스리가 우승 2회 (2016-17)
- 여자 DFB-포칼 우승 2회 (2015-16, 2016-17)